# Érzelemkifejezés

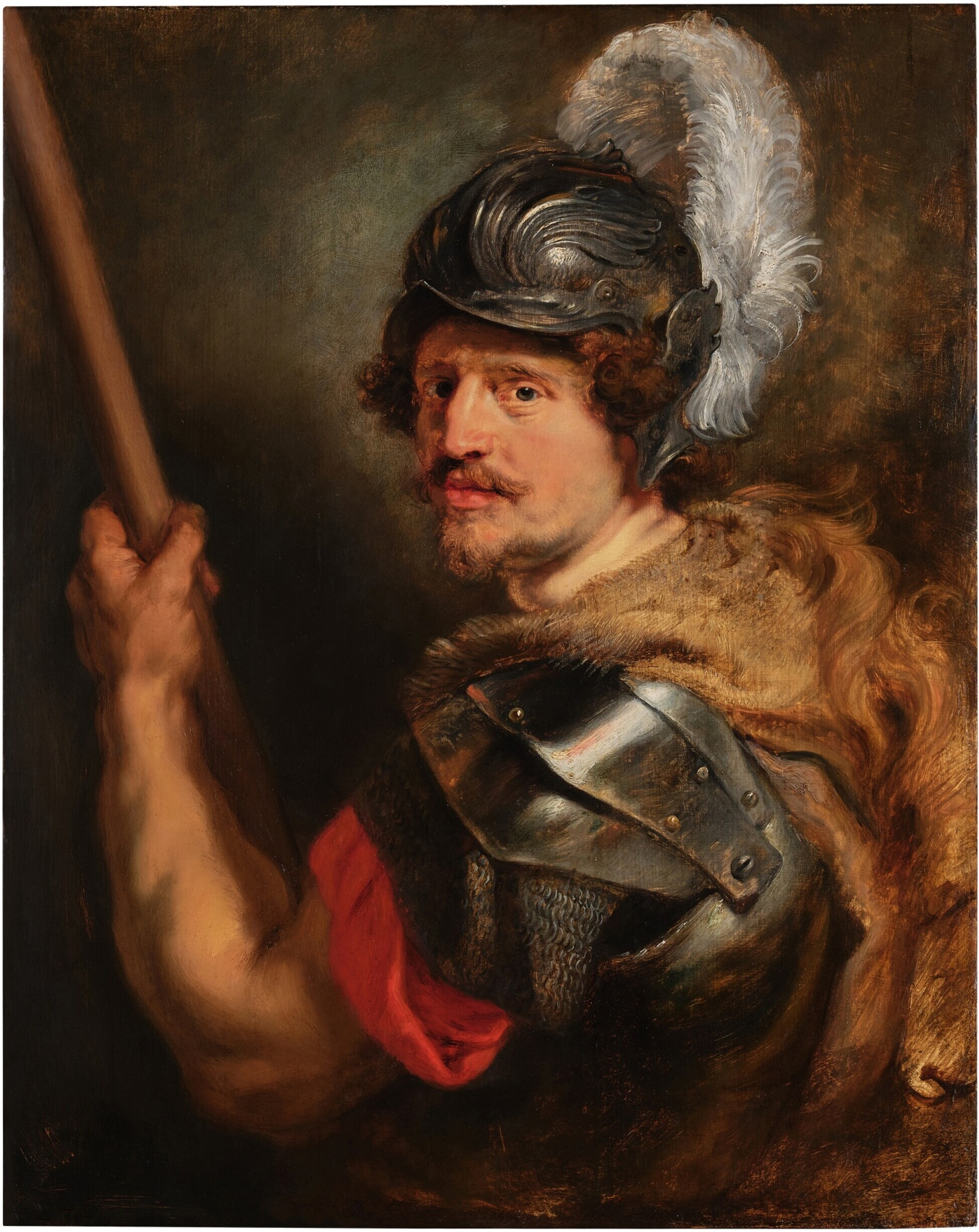
Rubens: Harcra elszánt férfi, mint egy Mars isten (1620-25, a kép a bátorság allegóriája)

Érzelemkifejezésnek nevezik azt a lelki jelenséget, melynek során egy ember külső jelenségekhez való viszonya tükröződik különböző testi megnyilvánuláson keresztül. Ezek lehetnek mimika, testbeszéd (taglejtés és testtartás), hangszín vagy hangerősség. Külső jelenségek alatt az életet, fejlődést, szervezetet, szükségletek kielégítését előnyösen vagy károsan befolyásoló eseményeket, állapotokat kell érteni. Az érzelem kifejezése során a lélek működése megnyilvánul, az ember reagál a kellemes vagy kellemetlen, örömteli vagy fájdalmas jellegű benyomásokra, melyek pozitív vagy negatív magatartást, megnyilvánulást válthatnak ki.

## Leírása
Az érzelemkifejezés megjelenési formája az érzelem intenzitásától függ. Ez alapján megkülönböztetjük a hangulatot – ami egy bizonyos időpontban fennálló érzelmeink eredője –, a cselekvést kiváltó erőt, vagyis dühöt és a legerősebb intenzitást képviselő szenvedélyt.

## Alapérzelmek
Az arcon észlelhető érzelmek szinte teljesen egybevágnak a poligráfos vizsgálat által mutatott mérhető fiziológiai elváltozásokkal. Ezek alapján az alapérzelmek: öröm, bánat, düh, undor, félelem/rémület, meglepődés. Az alapérzelem „más emlős állatok agyában is megtalálhatók” Az agyi képalkotás (PET, MRI) hasonló eredményei arra utalnak, hogy ezek az érzelmek már az állati őseinkben is jelen voltak.
Érzelmeink kifejezésének módja közvetlen hatást gyakorol a szervezet életműködésére, a szívműködésre, a légző- és az emésztőrendszerre. Az ember fiziológiai és pszichológiai jólléte szempontjából is fontos kiélni az érzelmeket, mivel ezek elfojtása hosszabb távon ronthatja az életminőséget és szorongásos jelenségek kialakulását okozhatja. A megfelelő helyzetekben, megfelelő időben és módon kifejezésre juttatott érzelmek hozzájárulnak, hogy egészséges lelki életet élhessünk. A felszabaduló érzelmi energiák megélése és a környezettől kapott visszajelzések fontosak a lelki egyensúlyhoz.